# Bella Block: Angeklagt
Angeklagt ist die 34. Folge der Krimireihe Bella Block und entstand bei der UFA Fiction im Auftrag des ZDF. Sie wurde in Hamburg gedreht und am 30. Oktober 2013 auf ZDFneo erstausgestrahlt.

## Handlung
Die Leiche des kleinen Mädchens Sophie, das vor vier Jahren entführt worden war, wird in einem dunklen Loch gefunden. Jana Larson, die ihr Kind regelmäßig mit Medikamenten ruhiggestellt hat, ist nun angeklagt. Kommissarin Bella Block, die damals in dem Vermisstenfall kurz ermittelt hatte, wird durch Herrn Dr. Mehlhorn vor Gericht als Zeugin geladen. Die Indizien scheinen ausnahmslos gegen die Mutter des Mädchens zu sprechen. Da gerät Bella Block die restliche Familie Larson ins Visier, vor allem Janas Sohn Felix, der ein angespanntes Verhältnis zu seiner Mutter hatte. Am Ende gesteht er, dass er damals aus Wut auf seine Mutter mit seiner Freundin zusammen seine kleine Schwester entführt hatte. Als sie versuchten, Sophie mit Tabletten ruhigzustellen, starb sie.

## Rezeption
Rainer Tittelbach befand in seiner Rezension, dass Angeklagt eine der schwächeren Folgen der Bella-Block-Reihe sei. „Es ist ein geradliniger, recht spannender, wenig aufregender und thematisch mit vielen Gemeinplätzen operierender Samstagskrimi, der kaum eine Frage offen lässt und der dem Gewohnheitstier Zuschauer wenig abverlangt.“